# Netzsperrflottillen
Die Netzsperrflottillen waren deutsche Flottillen der Kriegsmarine im Zweiten Weltkrieg. Die Aufgabe der Einheiten war das Legen von Netzsperren vor den wichtigsten Kriegshäfen und im Ostseebereich. Ausgangspunkt der Entwicklung der Flottillen war der im September 1939 eingerichtete Netzsperrverband I (NSV). Neben diesem Verband und der Flottillen bestanden auch noch unterschiedliche Netzsperrgruppen.
Bei der Zuordnung von Einheiten wurde grundsätzlich zwischen Netzlegern und Netztendern (NT) unterschieden. Die deutsche Kriegsmarine hatte im Zweiten Weltkrieg 45 Netztender, wobei letztendlich 40 in Dienst gestellt waren. Hinzu kamen noch neunzehn Netzleger, zwei Netzleichter und weitere Unterstützungsfahrzeuge.

## Netzsperrverband I
Geschichte
Im September 1939 wurde in Kiel der Netzsperrverband I aufgestellt und truppendienstlich der Marinestation der Ostsee bzw. ab der Umwandlung Anfang Februar 1943 dem Marineoberkommando Ostsee unterstellt. Bzgl. dem Einsatz unterstand der Verband dem Befehlshaber der Sicherung der Ostsee. Ein Netzsperrverband II für die Nordsee wurde nicht aufgestellt. Die Aufgabe des Verbands waren die Errichtung von sogenannten Netzsperren im gesamten Seegebiet. Es wurden Netzsperrgruppen Nord, West und Mitte eingerichtet, welche den jeweiligen Seebefehlshabern unterstanden.
1940 wurde, da sich das Einsatzgebiet stetig erweitert hatte, der Netzsperrverband I aufgegliedert und aus den Netzsperrgruppen Nord und West Netzsperrflottillen gebildet. Später wurde noch die Netzsperrflottille Mitte eingerichtet. Da im Verlauf des Krieges wieder Gebiete geräumt werden musste, wurden auch die Netzsperrflottillen wieder verkleinert. Der Netzsperrverband I wurde im Juni 1945 aufgelöst.
Chef der Flottille war der Fregattenkapitän/Kapitän zur See Siegfried Tschirch, Sohn von Otto Tschirch.
Einheiten
| Bezeichnung/Einsatzzweck                                      | Name               | Zugang         | Abgang         | Bemerkungen                                                                   |
| ------------------------------------------------------------- | ------------------ | -------------- | -------------- | ----------------------------------------------------------------------------- |
| Netzleger                                                     | Valencia           | September 1939 | Juni 1940      | Untergang                                                                     |
| Netzleger VI                                                  | Genua (I)          | September 1939 | Oktober 1940   | Untergang nach Torpedotreffer des britischen Zerstörers Cossack               |
| MNL 1                                                         | Netzleichter 1     | September 1939 | September 1940 |                                                                               |
| MNL 2                                                         | Netzleichter 2     | September 1939 | Februar 1943   |                                                                               |
| Netzleger V                                                   | Seeleichter NDL 89 | September 1939 | Dezember 1940  | zur Netzsperrflottille Mitte und später zur Netzsperrflottille Nordsee        |
| Netzleger IV                                                  | Najade             | September 1940 | Dezember 1940  | als Ersatz für NL I, später zur Netzsperrgruppe Mitte                         |
| Wohn- und Werkstattschiff, ab Januar 1943 Umbau zum Netzleger | Deime              | November 1940  | Oktober 1943   | als Netzleger XIII zur Netzsperrflottille Nord                                |
| Netztender (NT)                                               | Simson             | September 1939 | März 1942      | als NT 14 zur Netzsperrflottille Mitte                                        |
| Netztender                                                    | Stubbenhuk         | September 1939 | März 1942      | als NT 17 zur Netzsperrflottille Mitte                                        |
| Netztender                                                    | Bülk               | September 1939 | März 1942      | als NT 18 zur Netzsperrflottille Mitte, später zur Netzsperrflottille Nordsee |
| Netztender                                                    | Steinhöft          | September 1939 | März 1942      | als NT 19 zur Netzsperrflottille Mitte                                        |
| Netztender                                                    | Stein              | September 1939 | März 1942      | als NT 20 zur Netzsperrflottille Mitte                                        |
| Netztender                                                    | Adolf              | Oktober 1939   | März 1942      | als NT 16 zur Netzsperrflottille Mitte                                        |
| Netztender                                                    | Sirius             | Oktober 1939   | März 1942      | als NT 15 zur Netzsperrflottille Mitte                                        |
| Netztender                                                    | Rau VII            | Oktober 1939   | März 1940      | als NT 7 zur Netzsperrgruppe Nord                                             |
| Netztender                                                    | Rau VIII           | Oktober 1939   | März 1940      | als NT 8 zur Netzsperrgruppe Mitte, später zur Netzsperrflottille Nord        |
| Netztender                                                    | Fairplay XVIII     | Dezember 1939  | November 1941  | als NT 21 zur Netzsperrflottille Nord                                         |
| Netztender                                                    | Zetetika           | Oktober 1941   | Juli 1943      | als NT 9 zur Netzsperrflottille West                                          |
| Netztender                                                    | Ponto              | Oktober 1941   | März 1942      | als NT 10 zur Netzsperrflottille Nord                                         |
| Netztender NT 6                                               | Fortuna            | 1943           | Dezember 1944  | Untergang                                                                     |

## Netzsperrgruppe Nord/Netzsperrflottille Nord
Geschichte
Im August 1940 wurde die Netzsperrflottille Nord aus der Netzsperrgruppe Nord eingerichtet. Sitz der Flottille war Trondheim. Einsatzgebiet war die Küste Norwegens und die Flottille wurde dem Kommandierender Admiral Norwegen unterstellt. Die Flottille wurde im Mai 1945 aufgelöst.
Gliederung
Die Flottille wurde von Nord nach Süd in fünf Gruppen aufgeteilt:
- Gruppe 1: Kirkenes mit Arbeitsgebiet Petsamo, Kirkenes und Kraftwerk Jäniskowski
- Gruppe 2: Narvik mit Arbeitsgebiet Kåfjord und Langfjord bis Oftenfjord
- Gruppe 3: Trondheim mit Arbeitsgebiet vom Oftenfjord bis Christiansand-Nord
- Gruppe 4: Bergen mit Arbeitsgebiet Christiansand-Nord bis Christiansand-Süd
- Gruppe 5: Drammen mit Arbeitsgebiet Christiansand-Süd bis zum Oslofjord

Einheiten
| Bezeichnung/Einsatzzweck | Name           | Zugang        | Abgang            | Bemerkungen                                                  |
| ------------------------ | -------------- | ------------- | ----------------- | ------------------------------------------------------------ |
| Netzleger II             | Hermann Sauber | August 1943   | bis zur Auflösung |                                                              |
| Netzleger IV             | Genua (II)     | November 1942 | bis zur Auflösung |                                                              |
| Netzleger XIII           | Deime          | Oktober 1943  | bis zur Auflösung | vom Netzsperrverband I                                       |
| NT 12                    | Hast V         | Oktober 1943  | bis zur Auflösung |                                                              |
| NT 21                    | Fairplay XVIII | November 1941 | bis zur Auflösung | vom Netzsperrverband I                                       |
| NT 7                     | Rau VII        | Oktober 1942  | bis zur Auflösung | vom Netzsperrverband I                                       |
| NT 10                    | Ponto          | April 1942    | bis zur Auflösung | vom Netzsperrverband I                                       |
| NT 8                     | Rau VIII       | Oktober 1942  | bis zur Auflösung | vormals Netzsperrverband I, von der Netzsperrflottille Mitte |
| NT 46                    | Rabaul         | März 1943     | bis zur Auflösung |                                                              |
| NT 51                    | Elsfleth       | März 1944     | bis zur Auflösung |                                                              |
| NT 52                    | Titan          | Juli 1944     | bis zur Auflösung | von der Netzsperrflottille Mitte                             |

Chefs
- Korvettenkapitän/Fregattenkapitän Reinhard Emde: von der Aufstellung bis August 1943, vormals Chef der Sperrflottille Kiel und anschließend Chef der Netzsperrflottille Mitte[2]
- Korvettenkapitän Hans Fries: von August 1943 bis September 1943, anschließend Chef der Netzsperrflottille Italien und später Chef der Netzsperrflottille Mitte[3]
- Korvettenkapitän/Fregattenkapitän d. R. z. V. Adolph Becker: von Oktober 1943 bis Mai 1945, vormals Chef der Netzsperrflottille Mitte[4]

## Netzsperrgruppe West/Netzsperrflottille West
Geschichte
Im Oktober 1940 wurde die Netzsperrflottille West aus der Netzsperrgruppe West eingerichtet. Sitz der Flottille war Nantes. Diese Einheit war auch für die Absicherung des Hafenbeckens der U-Boot-Bunker in La Pallice verantwortlich. Einsatzgebiet war die Küste vor Belgien, die französische Atlantikküste und die französische Mittelmeerküste. Im Seebereich war auch die Netzsperrflottille Süd und ab Oktober 1943 die Netzsperrflottille Italien eingesetzt. Die Flottille bestand bis Kriegsende.
Flottillenchef war der Korvettenkapitän/Fregattenkapitän Gustav Liebig, vorher Kommandant des Netzlegers Valencia beim Netzsperrverband I.
Gliederung
Die Flottille wurde in drei Gruppen aufgeteilt:
- Gruppe 1: Kanalküste (Le Havre) mit Untergruppen in Boulogne und Cherbourg
- Gruppe 2: Atlantikküste (Nantes) mit Untergruppen in Brest, St. Nazarie, La Pallice und Le Verdon
- Gruppe 3: Mittelmeerküste (Marseille)

Einheiten
Gruppe 1
| Bezeichnung/Einsatzzweck | Name                 | Zugang         | Abgang            | Bemerkungen                                                        |
| ------------------------ | -------------------- | -------------- | ----------------- | ------------------------------------------------------------------ |
| Netzleger III            | Uranus               | April 1941     | Juli 1942         | Nachfolger als Netzleger III war ab August 1943 die Hendrik Fisser |
| Netzleger III            | Hendrik Fisser       | Dezember 1942  | August 1944       | Vorgänger als Netzleger III war die Uranus                         |
| NT 22                    | Paul ex PA 21        | Juni 1941      | August 1944       |                                                                    |
| NT 23                    | Argus ex Perigord    | Juni 1941      | September 1944    |                                                                    |
| NT 27                    | Jupiter ex Jega      | August 1942    | April 1944        |                                                                    |
| NT 41                    | Loriot               | März 1942      | September 1944    |                                                                    |
| NT 32                    | Castor               | September 1942 | bis zur Auflösung |                                                                    |
| NT 33                    | Pollux ex Tema       | September 1942 | bis zur Auflösung |                                                                    |
| NT 30                    | Wega ex Fromrust     | Januar 1943    | Juni 1944         |                                                                    |
| NT 31                    | Aldebaran ex Gradlon | Januar 1943    | August 1944       | gemeinsam auch in der Gruppe 3                                     |
| NT 37                    | Orion                | 1943           | September 1943    |                                                                    |
| NT 9                     | Zetetica             | August 1943    | Juni 1944         | vom Netzsperrverband I                                             |

Gruppe 2
| Bezeichnung/Einsatzzweck | Name           | Zugang      | Abgang     | Bemerkungen |
| ------------------------ | -------------- | ----------- | ---------- | ----------- |
| NT 11                    | Bestevaer      | April 1942  | April 1944 |             |
| NT 28                    | Planet         | August 1942 | Mai 1944   |             |
| NT 29                    | Saturn ex Maja | August 1942 | Juni 1944  |             |

Gruppe 3
| Bezeichnung/Einsatzzweck | Name             | Zugang       | Abgang      | Bemerkungen                    |
| ------------------------ | ---------------- | ------------ | ----------- | ------------------------------ |
| Netzleger XI             | Prado            | Februar 1943 | August 1944 |                                |
| NT 31                    | Aldebaran        | Januar 1943  | August 1944 | gemeinsam auch in der Gruppe 1 |
| NT 38                    | Marseilles IV    | März 1943    | April 1944  |                                |
| NT 38                    | Hecht            | April 1944   | August 1944 |                                |
| NT 43                    | Wal ex Agissante | April 1943   | August 1944 |                                |
| NT 44                    | Prudente         | August 1943  | August 1944 |                                |
| NT 55                    | Mordante         |              |             | vorgesehen                     |

Zusätzliche Einheiten
Zur Flottille gehörten ebenfalls die Arbeitsboote 5 bis 28 und 36 bis 38, die Kontrollboote 1 bis 8 und der Netzprahm 1.

## Netzsperrgruppe Mitte/Netzsperrflottille Mitte
Geschichte
Im Februar 1942 wurde die Netzsperrflottille Mitte aus der Netzsperrgruppe Mitte eingerichtet. Sitz der Flottille war Kiel und Travemünde. Einsatzgebiet war die Ostsee und deren Zugänge.
Im März 1943 wurde für die Küste Dänemarks die Netzsperrgruppe Dänemark aufgestellt. Nach Kriegsende wurde die Netzsperrflottille Mitte für Räumarbeiten in der 3. Minenräumdivision des Deutschen Minenräumdienstes eingesetzt.
Gruppenführer der Netzsperrgruppe Dänemark (Auswahl)
- Leutnant zur See d. R./Oberleutnant zur See d. R. Rolf Hannemann: von Oktober 1943 bis März 1944, anschließend Netzsperrgruppe Adria
- Leutnant zur See d. R. Fritz Sack: von März 1944 bis Kriegsende, zugleich Kommandant von NT 13[6]

Einheiten
| Bezeichnung/Einsatzzweck | Name               | Zugang       | Abgang            | Bemerkungen                                                               |
| ------------------------ | ------------------ | ------------ | ----------------- | ------------------------------------------------------------------------- |
| Netzleger I              | Franz E. Schütte   | Mai 1941     | bis zur Auflösung |                                                                           |
| Netzleger IV             | Najade             | Januar 1941  | bis zur Auflösung | vom Netzsperrverband I                                                    |
| Netzleger V              | Seeleichter NDL 89 | Januar 1941  | März 1944         | vom Netzsperrverband I, anschließend zur Netzsperrflottille Nordsee       |
| Netzleger VIII           | Eggeroe            | 1944         |                   |                                                                           |
| Netzleger IX             | Gemma              | Juli 1944    | Dezember 1944     |                                                                           |
| Netzleger X              | Weststern          |              |                   | kein Einsatz                                                              |
| NT 8                     | Rau VIII           | Januar 1944  | September 1942    | von der Netzsperrflottille Nord, anschließend zur Netzsperrflottille Nord |
| NT 14                    | Simson             | April 1942   | April 1943        | vom Netzsperrverband I                                                    |
| NT 17                    | Stubbenhuk         | April 1942   | April 1943        | vom Netzsperrverband I                                                    |
| NT 18                    | Bülk               | April 1942   | Februar 1944      | vom Netzsperrverband I, anschließend zur Netzsperrflottille Nordsee       |
| NT 19                    | Steinhöft          | April 1942   | bis zur Auflösung | vom Netzsperrverband I                                                    |
| NT 20                    | Stein              | April 1942   | bis zur Auflösung | vom Netzsperrverband I                                                    |
| NT 16                    | Adolf              | April 1942   | Oktober 1942      | vom Netzsperrverband I                                                    |
| NT 15                    | Sirius             | April 1942   | November 1943     | vom Netzsperrverband I                                                    |
| NT 13                    | Batavier           | Mai 1942     | bis zur Auflösung |                                                                           |
| NT 26                    | Otto               | Juli 1942    | bis zur Auflösung |                                                                           |
| NT 47                    | Korsfjord          | März 1943    | bis zur Auflösung |                                                                           |
| NT 25                    | Hugo               | Januar 1944  | bis zur Auflösung |                                                                           |
| NT 24                    | Hans ex Pavo       | Februar 1944 | bis zur Auflösung |                                                                           |
| NT 52                    | Titan              | April 1944   | Juli 1944         | zur Netzsperrflottille Nord                                               |
| NT 59                    | Polangen           | Mai 1944     | bis zur Auflösung |                                                                           |

Führer der Netzsperrgruppe Mitte
- Leutnant zur See Michael Stemple: als Kommandant von Rau VIII von April 1940 bis Oktober 1941 und erneut von Januar 1942 bis zur Umgliederung, dazwischen in Vertretung Führer der Netzsperrgruppe Süd[7]

Chefs
- Korvettenkapitän Erich Lutherer: von der Aufstellung bis Februar 1943, ehemaliger Kommandant des Netzlegers Najade (Netzsperrverband I bzw. Netzsperrflottille Mitte) und stellvertretender Chef der Netzsperrflottille West[8]
- Korvettenkapitän Adolph Becker: von Februar 1943 bis September 1943, anschließend Chef der Netzsperrflottille Nord[4]
- Fregattenkapitän Reinhard Emde: von Oktober 1943 bis November 1944, vorher Chef der Netzsperrflottille Nord[2]
- Korvettenkapitän Hans Fries: von November 1944 bis Kriegsende, vormals Chef der Netzsperrflottille Nord und Chef der Netzsperrflottille Italien[3]

## Netzsperrflottille Nordsee
Geschichte
Im September 1943 wurde die Netzsperrflottille Nordsee eingerichtet. Sitz der Flottille war Cuxhaven. Die Flottille war dem Kommandierender Admiral in den Niederlanden unterstellt. Zu Kriegsende wurde die Flottille aufgelöst.
Gliederung
Die Flottille wurde in zwei Gruppen aufgeteilt:
- Gruppe 1: Nordküste der Niederlande (Vlaardingen)
- Gruppe 2: Deutsche Bucht (Wesermünde)

Einheiten
- Netzleger V Seeleichter NDL 89: von April 1944 bis zur Auflösung; vom Netzsperrverband I und Netzsperrflottille Mitte

Gruppe 1
| Bezeichnung/Einsatzzweck | Name         | Zugang       | Abgang            | Bemerkungen                                                   |
| ------------------------ | ------------ | ------------ | ----------------- | ------------------------------------------------------------- |
| NT 48                    | Nico         | Februar 1943 | bis zur Auflösung |                                                               |
| NT 49                    | De Hoop      | Februar 1943 | bis zur Auflösung |                                                               |
| NT 18                    | Bülk         | März 1944    | bis zur Auflösung | ehemals vom Netzsperrverband I, vorher Netzsperrverband Mitte |
| NT 39                    | Paardenplaat | Juli 1944    | Januar 1945       |                                                               |
| NT 40                    | Welplaat     | Juli 1944    | Oktober 1944      |                                                               |
| NT 45                    | Schollevaar  |              |                   | vorgesehen                                                    |

Gruppe 2
| Bezeichnung/Einsatzzweck | Name         | Zugang      | Abgang            | Bemerkungen |
| ------------------------ | ------------ | ----------- | ----------------- | ----------- |
| NT 53                    | Otto Wulf II | Januar 1944 | bis zur Auflösung |             |
| NT 54                    | Lutteur      | Mai 1944    | Mai 1944          |             |

Chefs
- Korvettenkapitän Georg Christiansen: von der Aufstellung bis Juli 1944
- Oberleutnant zur See d. R. Michael Stemple: von August 1944 bis zur Auflösung, u. a. ehemaliger Führer der Netzsperrgruppe Süd[7]

## Netzsperrflottille Süd
Geschichte
Im Juni 1941 wurde die Netzsperrflottille Süd eingerichtet. Einsatzbereich der Flottille war die Ägäis. Sitz des Flottillenchefs war Piräus, wobei eine Gruppe der Flottille in Saloniki lag. Im Seebereich war auch die Gruppe 3 der Netzsperrflottille West und ab Oktober 1943 die Netzsperrflottille Italien eingesetzt. Mit der Räumung Griechenlands im März 1944 wurde die Flottille formal aufgelöst, bestand aber noch bis Ende Oktober 1944.
Als Sonderführer-Kapitänleutnant wurde von der Aufstellung bis zur Auflösung Otto Krüger eingesetzt. Von Oktober 1941 bis Januar 1942 war der Leutnant zur See Michael Stemple in Vertretung Flottillenchef, später Führer der Netzsperrgruppe Schwarzes Meer und Führer der Netzsperrgruppe Süd.
Einheiten
| Bezeichnung/Einsatzzweck | Name    | Zugang         | Abgang            | Bemerkungen |
| ------------------------ | ------- | -------------- | ----------------- | ----------- |
| Netzleger VII            | Piräus  | April 1942     | bis zur Auflösung |             |
| Netzleger XII            | Salamis | Juli 1943      | bis zur Auflösung |             |
| Netzleger XIV            | Ares    | September 1944 | bis zur Auflösung |             |
| Netzleger XVI            | Leros   |                |                   | vorgesehen  |
| NT 34                    | Suda    | Mai 1942       | September 1944    |             |
| NT 35                    | Volos   | August 1943    | bis zur Auflösung |             |
| NT 36                    | Sofia   | August 1943    | September 1944    |             |
| NT 56                    | Rovigno | November 1943  | bis zur Auflösung |             |
| NT 57                    | Albona  | November 1944  | bis zur Auflösung |             |
| NT 58                    | Kissa   |                |                   | vorgesehen  |
| NT 61                    | NSG 1   |                |                   | vorgesehen  |

## Netzsperrgruppe Schwarzes Meer
Im Juli 1942 wurde die Netzsperrgruppe Schwarzes Meer in Sewastopol auf der Krim eingerichtet. Die Unterstellung erfolgte unter den Admiral Schwarzes Meer. Mit der Räumung Rumäniens im Juli 1944 wurde die Gruppe aufgelöst und die Schiffe gesprengt.
Führer der Gruppe war der Leutnant zur See/Oberleutnant zur See d. R. Michael Stemple, später Chef der Netzsperrflottille Nordsee.
Einheiten
| Bezeichnung/Einsatzzweck | Name              | Zugang       | Abgang    | Bemerkungen                                                                                    |
| ------------------------ | ----------------- | ------------ | --------- | ---------------------------------------------------------------------------------------------- |
| Netzleger XV             | Antilope          | Februar 1944 | März 1944 |                                                                                                |
| NT 1                     | FW 19 ex IO 81    | Mai 1944     | Juli 1944 | ehemals Infanterietransporter IO 81, kam als Hafenschutzboot FW 19 von der Wachflottille Warna |
| NT 2                     | FW 20 ex. Copri 2 | Mai 1944     | Juni 1944 |                                                                                                |
| Netzschlepper            | P 2               |              |           |                                                                                                |
| Netzschlepper            | P 3               |              |           |                                                                                                |

## Netzsperrflottille Italien
Im Oktober 1943 wurde die Netzsperrflottille Italien eingerichtet. Einsatzraum war die West- und Ostküste Italiens. Die Flottille war in zwei Gruppen aufgeteilt, wobei die Gruppe 1 für die Westküste Italiens einschließlich des Golfs von Genua und die Gruppe 2 für das Adriatische Meer verantwortlich war. Im Seebereich war auch die Gruppe 3 der Netzsperrflottille West und die Netzsperrflottille Süd eingesetzt. Dienstsitz war in La Spezia und Pola. Die Flottille wurde durch den Korvettenkapitän Hans Fries geführt, vormals Chef der Netzsperrflottille Nord und anschließend bis Kriegsende Chef der Netzsperrflottille Mitte.
Die Flottille hatte keine Einheiten fest zugewiesen, vielmehr wurden bei Bedarf Einheiten durch die italienische Marine zur Verfügung gestellt. NT 60 Perseverante war lediglich für den Einsatz vorgesehen.